# San Prospero
San Prospero (emilián nyelven San Pròsper) település Olaszországban, Emilia-Romagna régióban, Modena megyében. Lakosainak száma 6072 fő (2023. január 1.). San Prospero Camposanto, Carpi, Cavezzo, Medolla, Soliera és Bomporto községekkel határos.

## Népesség
A település lakossága az elmúlt években az alábbi módon változott:
| Lakosok száma | 5927 | 5933 | 6072 |
|               | 2017 | 2018 | 2023 |